# G.I. Joe: A Real American Hero (serie de televisión de 1989)
G.I. Joe: A Real American Hero fue una serie animada estadounidense estrenada en 1989, basada en la línea de juguetes de acción de Hasbro y en el cómic G.I. Joe: A Real American Hero de Marvel. La serie fue producida por DIC Entertainment y se emitió entre 1989 y 1992.
Debutó en 1989 con una miniserie dividida en cinco partes titulada Operation: Dragonfire. La serie regular inició en 1990 y constó de 44 episodios y dos temporadas como una continuación de la serie del mismo nombre producida por Sunbow Productions y por Marvel Productions entre 1985 y 1986.

## Versión en DVD
| Nombre del DVD | Ep # | Fecha de publicación |
| -------------- | ---- | -------------------- |
| Temporada 1    | 24   | 10 de enero de 2012  |
| Temporada 2    | 20   | 10 de julio de 2012  |